# 波德戈里察首都市
波德里查首都市，是蒙特內哥羅的行政區划单位之一。市镇行政中心为波德戈里察。波德戈里察市镇的面积为黑山总面积的10.4%，居民数量为全国人口的29.9%。该市镇也是全国的政治、经济和教育中心。

## 行政
如同其他黑山市镇一样，波德戈里察市区和整个市镇由同一个市长和市议会来管理，两者组成为首都市政府。市议会有60名成员，通过直接选举产生，任期为四年。波德戈里察市长为波德戈里察市的行政长官，执行市镇的行政权力。

### 分区
波德戈里察市镇是黑山所有市镇中唯一还下辖市区市镇（gradska opština）：戈卢博夫齐。之前还有一个市区市镇：图齐，但该市区市镇在2018年分拆为独立的市镇。这些市区市镇为半独立的市镇，拥有有限的自治管理权限。
整个波德戈里察市镇划分为57个社区，居民可以参与涉及本社区事务的管理。

## 地理
波德戈里察市镇位于黑山中部的东边，面积为1,441平方公里，为尼克希奇市鎮之后的面积第二大的市镇。市镇位于斯库台湖的北岸，包括整个泽塔平原，向北延伸至人口稀少的狄那里克阿尔卑斯山脉。所以在地理上整个市镇包括多样的地貌，从南部的肥沃低地到北部的丛山峻岭。

## 人口
波德戈里察市镇可以看作是波德戈里察中心城区的都会区。2011年人口普查中市镇人口数量为185,937人，中心市区的人口数量为150,977人。
| 年份 | 人口    | ±%     |
| ---- | ------- | ------ |
| 1948 | 48,599  | —      |
| 1953 | 55,669  | +14.5% |
| 1961 | 72,319  | +29.9% |
| 1971 | 98,796  | +36.6% |
| 1981 | 132,290 | +33.9% |
| 1991 | 146,121 | +10.5% |
| 2003 | 169,132 | +15.7% |
| 2011 | 185,937 | +9.9%  |

| 民族 (2011)  | 数量    | 比例   |
| ------------ | ------- | ------ |
| 黑山族       | 106,642 | 57.35% |
| 塞爾維亞族   | 43,248  | 23.26% |
| 阿爾巴尼亞族 | 9,538   | 5.13%  |
| 穆斯林族     | 4,122   | 2.22%  |
| 罗姆族       | 3,988   | 2.14%  |
| 波士尼亞克人 | 3,687   | 1.98%  |
| 其他         | 1,886   | 1.02%  |

## 图集

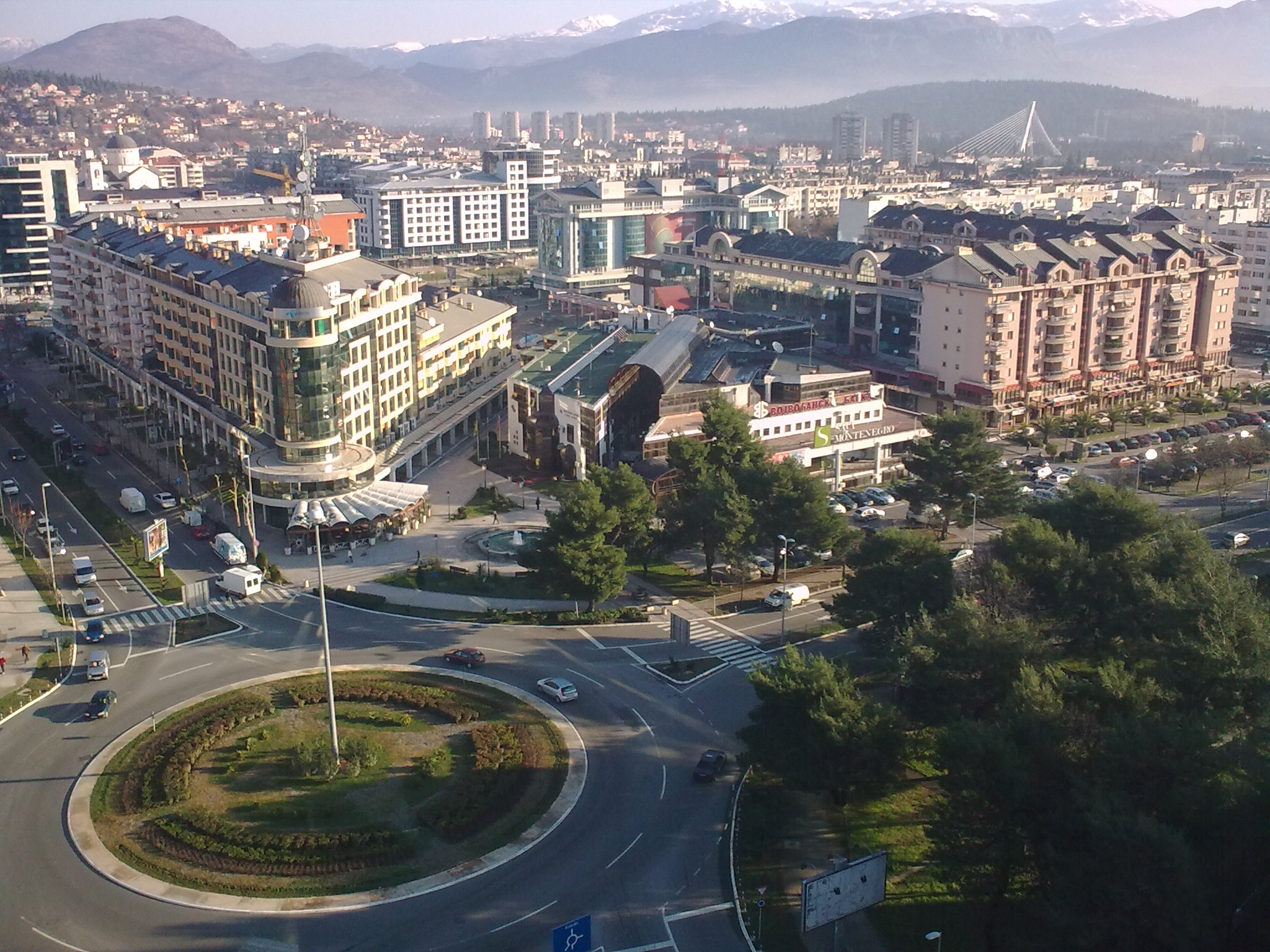
波德戈里察
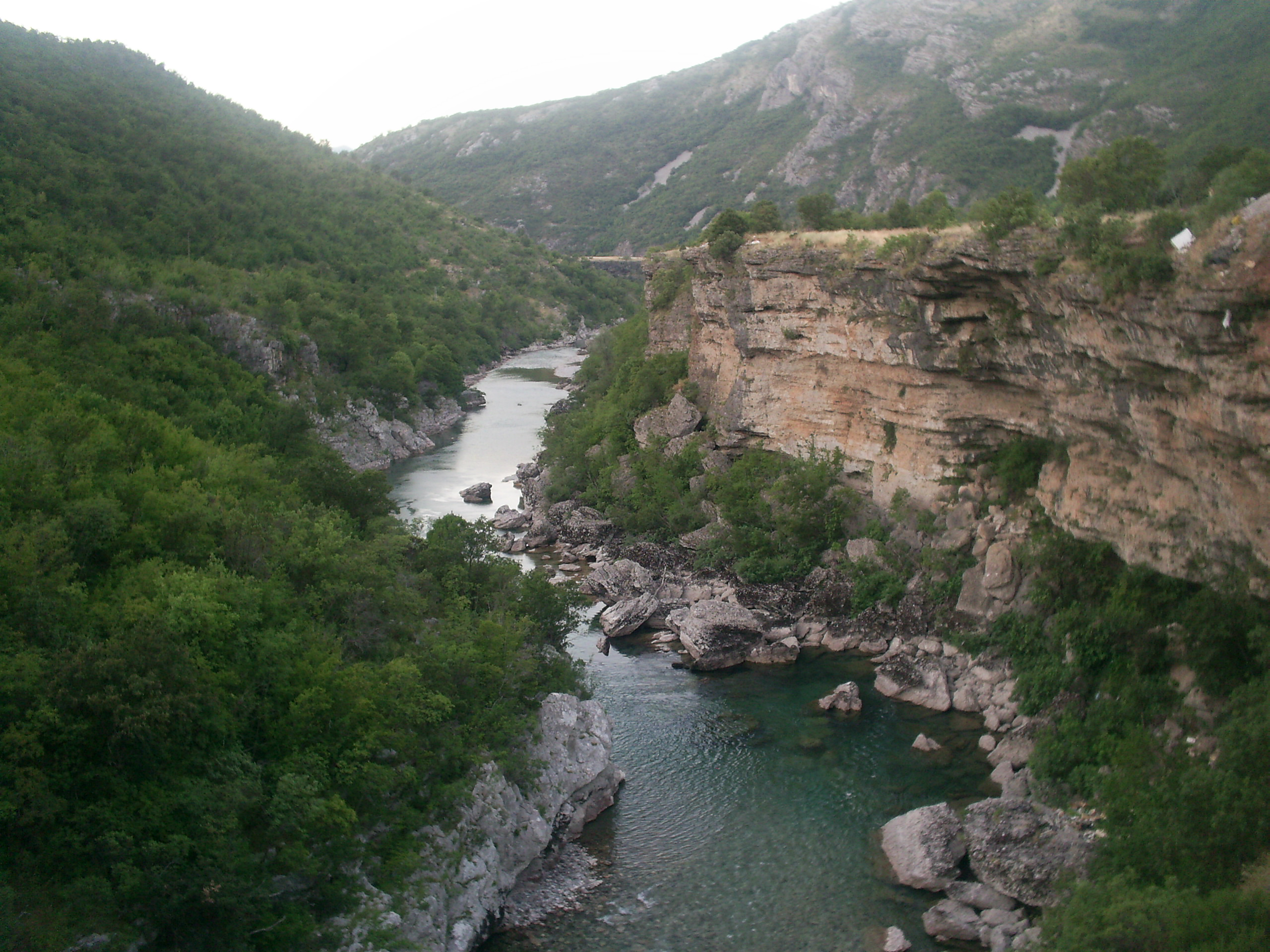
莫拉查河
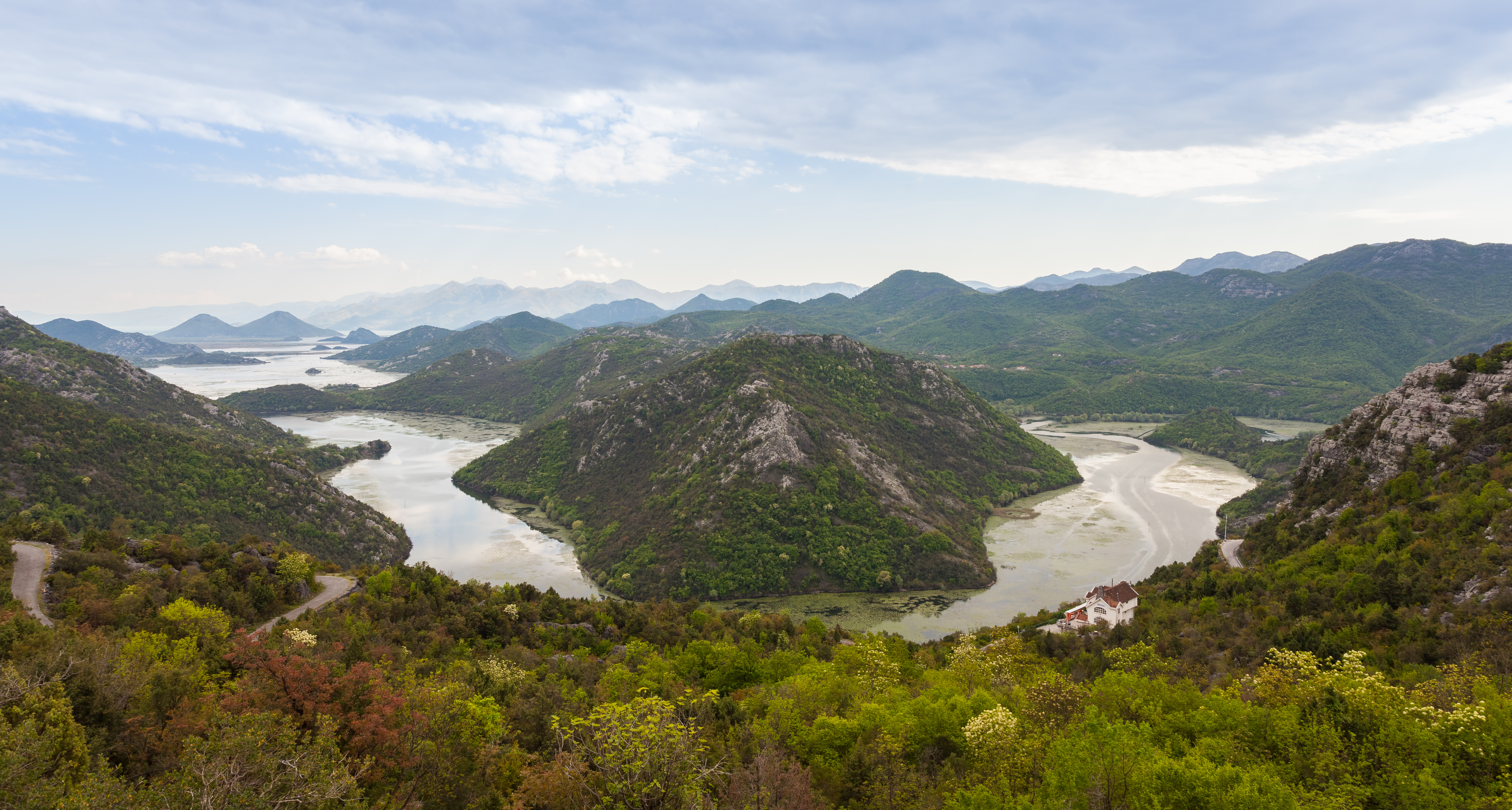
斯库台湖
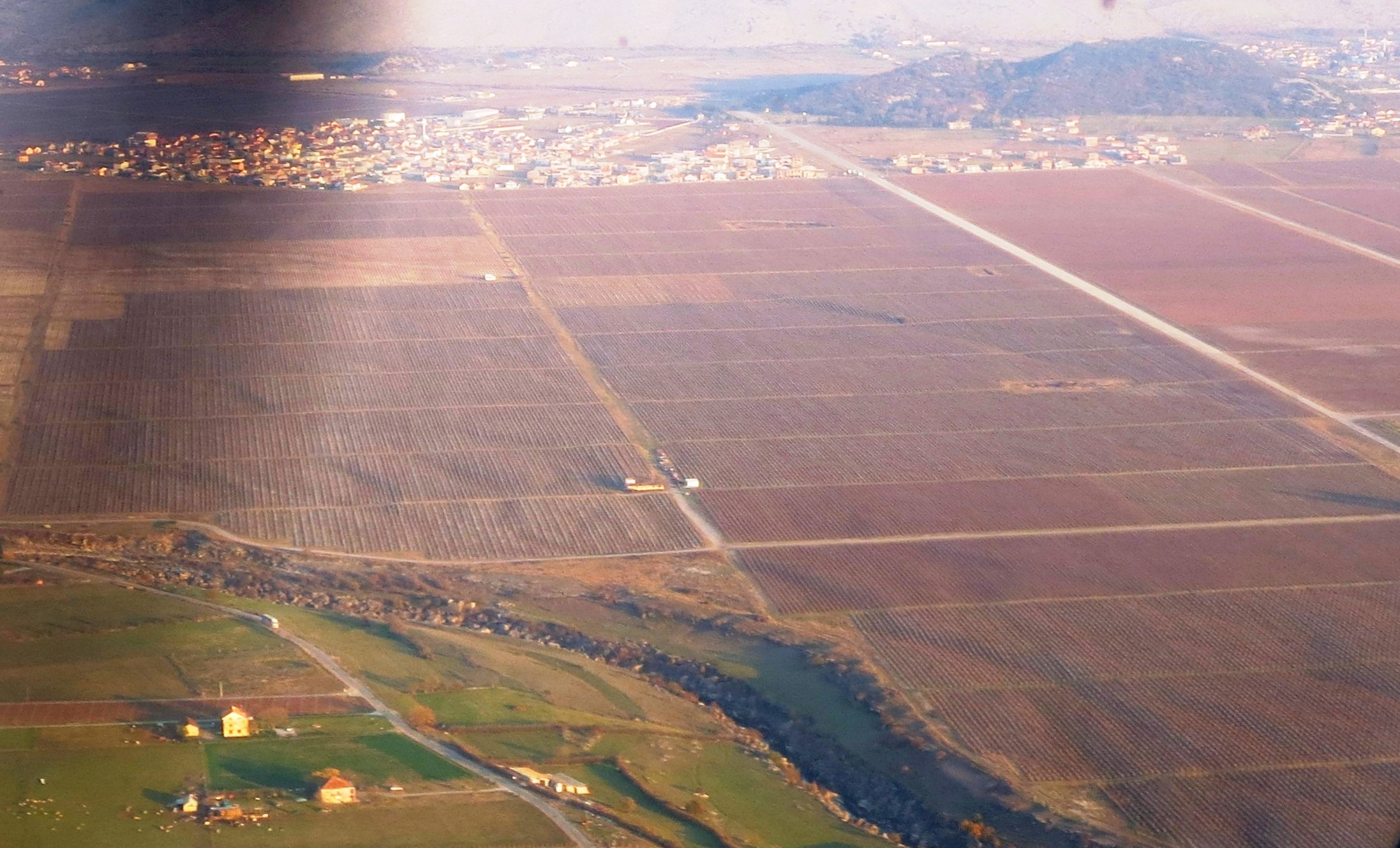
葡萄园
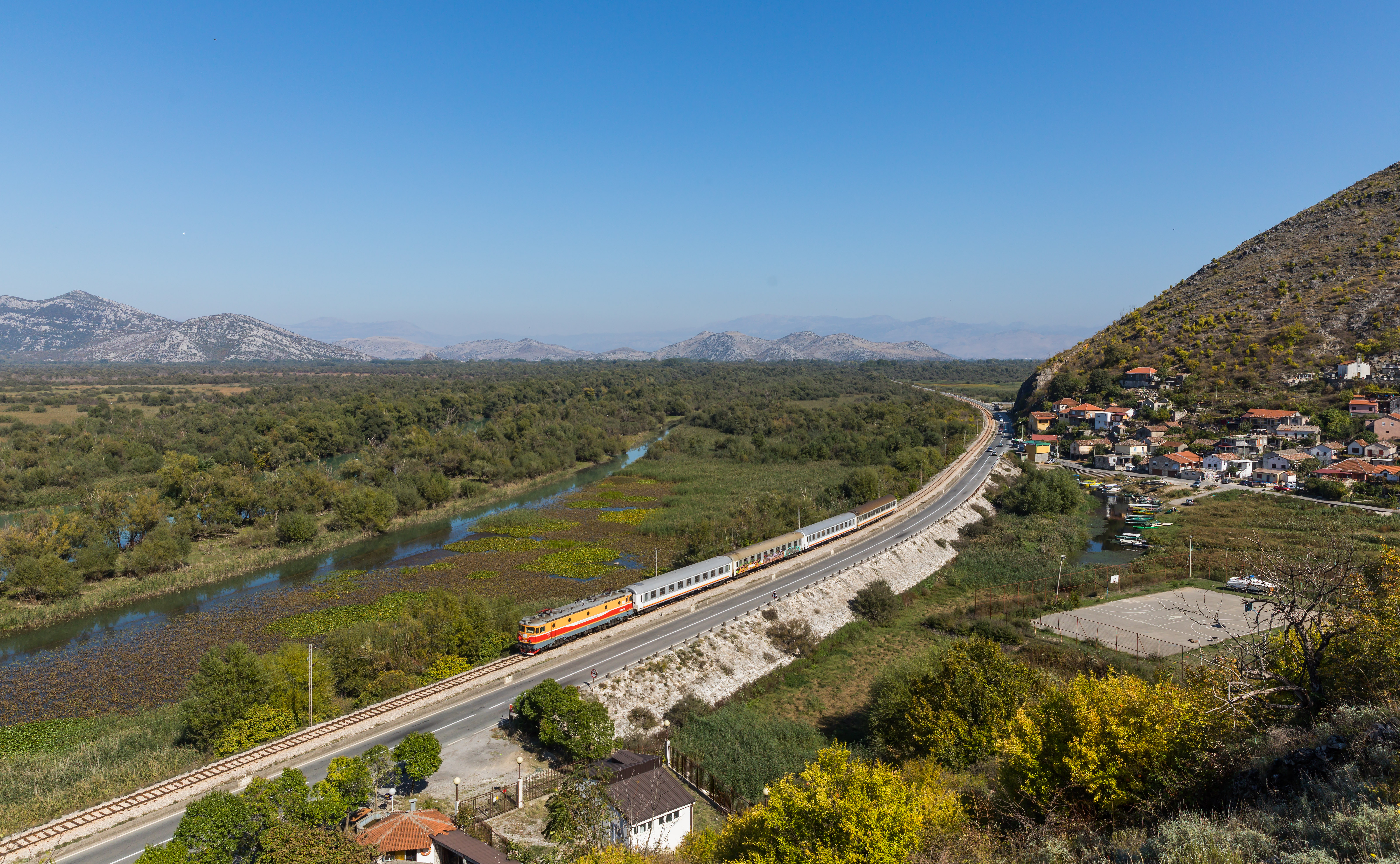
弗拉尼纳（英语：Vranjina）
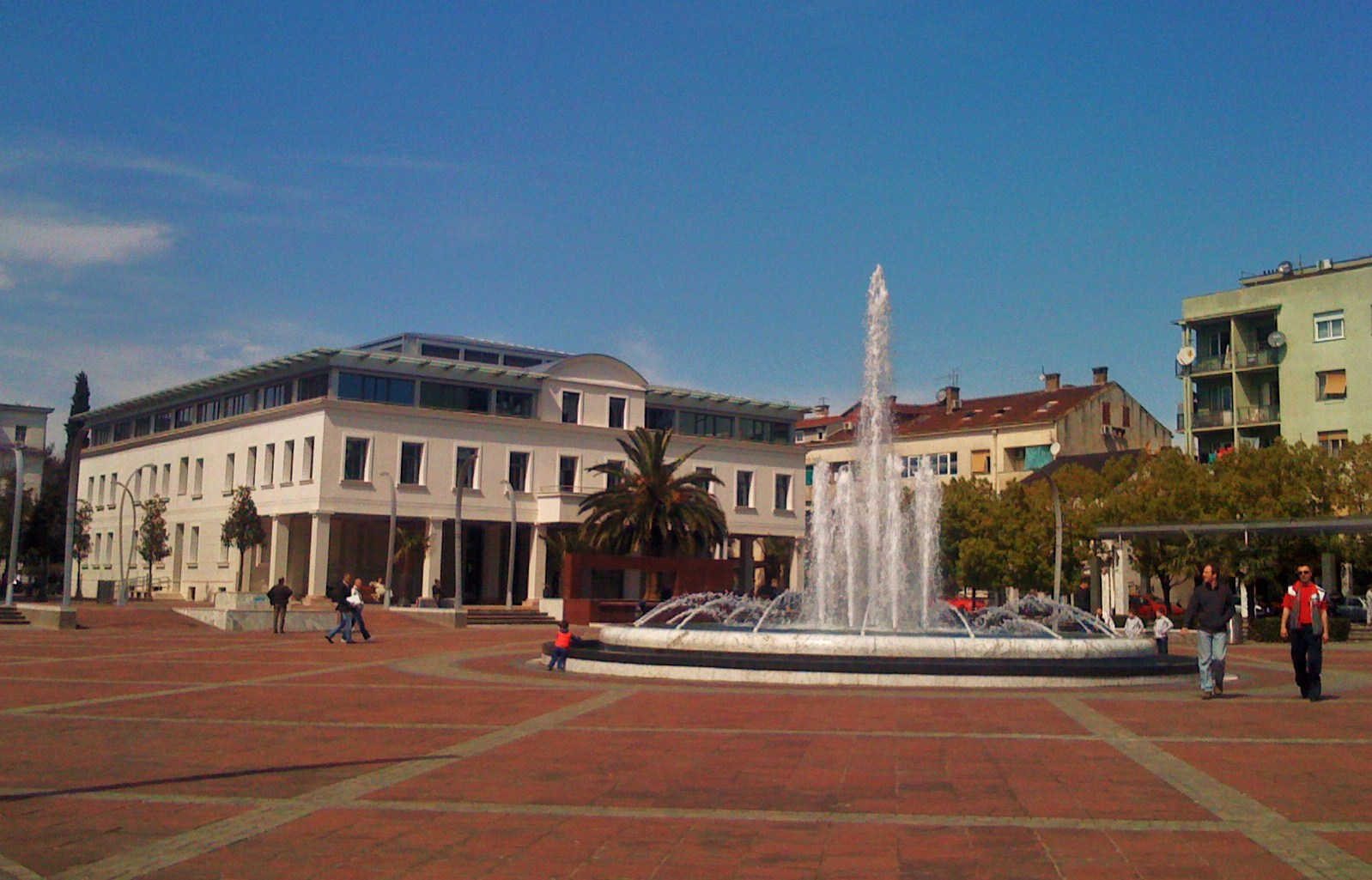
獨立廣場
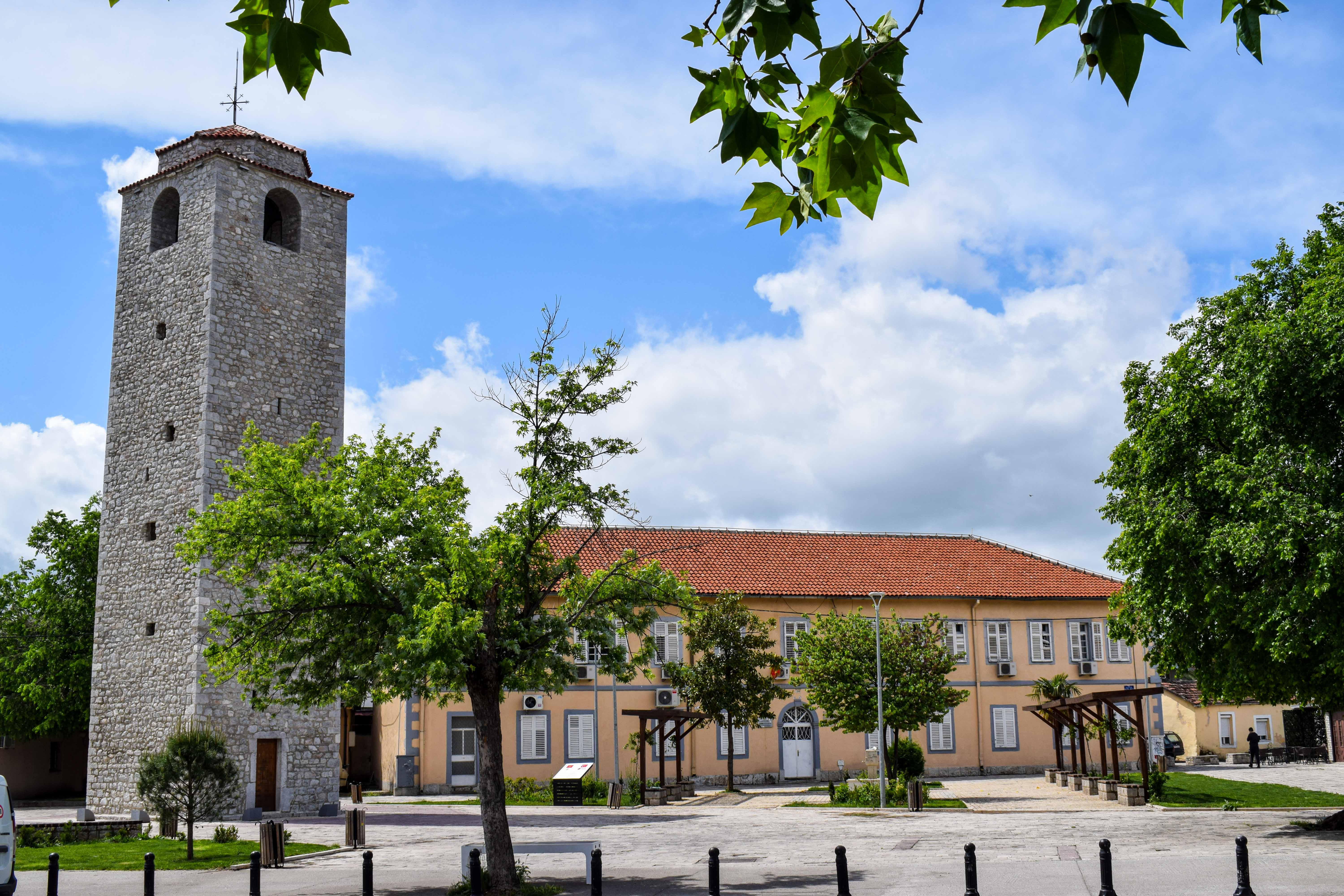
波德戈里察老城